# Skunk Fu!
Skunk Fu! is een Amerikaanse-Britse-Ierse animatieserie, getekend met flash. De serie telt 52 afleveringen, die oorspronkelijk werden uitgezonden van 22 september 2007 t/m 27 september 2008. In Nederland was de serie te zien op Jetix/Disney XD en in Vlaanderen op 2BE
Skunk Fu! is een productie van de Ierse bedrijven Telegael en Cartoon Saloon, in samenwerking met Hoek, Line en Thinker uit Nederland.

## Verhaal
De serie speelt in een vallei bewoond door antropomorfe dieren. Deze vallei werd ooit beschermd door een draak. Dat was tot deze vanwege zijn arrogantie en ongehoorzaamheid door de hemel bestraft. Zo verloor hij zijn vermogen om te vliegen en zijn macht over water, waardoor hij zijn vuur niet langer onder controle kon houden. Hij moest zich daardoor noodgedwongen terugtrekken in een ijsmeer omdat hij anders zelf zou verbranden door zijn eigen vlammen. Vanaf dat moment zint draak op wraak tegen de vallei, daar hij de inwoners als oorzaak van zijn ellende ziet. Daar hij zelf het meer niet kan verlaten, stuurt hij zijn handlangers eropuit om de vallei te vernietigen.
Om Draak en zijn handlangers tegen te houden, traint Draak’s oude vriend Panda een jong stinkdier genaamd Skunk tot een kungfu-krijger.

## Personages

### Helden
- Skunk (Jules de Jongh) – de protagonist van de serie. Hij is een jong stinkdier dat kungfu les krijgt van Panda. Hij is vaak lui, ondeugend, en probeert meestal te kiezen voor de makkelijkste oplossing. Desondanks geeft hij wel om zijn vrienden. Hij kan net als een echt stinkdier een stinkende geur verspreiden ter verdediging, maar doet dit maar zelden omdat hij er zich erg voor schaamt.
- Panda (Paul Tylack) – de wijze leider van de vallei, die Kung en de andere dieren Kungfu bijbrengt. Hij was een goede vriend van Draak totdat die zich tegen de vallei keerde.
- Konijn (Paul Tylack) – een konijn met een kort lontje. Hij is brutaal, egoïstisch en altijd op zoek naar ruzie. Hij heeft een oogje op Vos, maar wil dit nooit toegeven. Hij ziet zichzelf als het sterkste dier in de vallei.
- Vos (Patricia Rodriguez) – de primaire vrouwelijke protagonist. Ze is een soort oudere zus voor Skunk en helpt hem vaak met advies. Konijn heeft een oogje op haar, maar daar lijkt ze zelf niet van bewust.
- Dr. Schildpad (Tony Acworth) – een oude kungfu-meester en de dokter van de valley.
- Os (Tony Acworth) – een luie, niet bijster slimme os die niets liever doet dan de hele dag relaxen.
- Tijger (Rod Goodwell) – een oude vriend van Panda. Hij heeft ooit met Draak gevochten, maar is als gevolg van dat gevecht bang geworden ooit nog eens een gevecht aan te gaan.

### Antagonisten
- Draak (Rod Goodwell) – de voormalige beschermer van de vallei, die door zijn ongehoorzaamheid werd gestraft door de hemel. Omdat hij niet langer controle heeft over water kan hij zijn eigen vuurspuwen niet beheersen. Daarom is hij gedwongen vrijwel de hele tijd in een ijsmeer te verblijven. Vanuit dit meer stuurt hij zijn handlangers eropuit om de vallei aan te vallen. Hij heeft nog altijd respect voor Panda.
- Baviaan (Paul McLoone) – de leider van Draak’s troepen. Hij staat meestal aan het hoofd van de aanvallen tegen de vallei. Hij heeft net als konijn een oogje op Vos; iets waar zij geregeld misbruik van maakt.
- Ninja-apen: de soldaten van Draak. Hoewel ze goed zijn getraind, worden ze vaak makkelijk verslagen.

## Prijzen
In 2008 won Skunk Fu! een IFTA Award voor beste animatie, en werd genomineerd in de categorie beste kinder/jeugdprogramma.